# Jesse L. Martin
Jesse L. Martin (* 18. ledna 1969, Rocky Mount, Virginia, Spojené státy americké jako Jesse Lamont Watkins) je americký herec a zpěvák. Jeho nejznámějšími rolemi jsou Tom Collins v původním broadwayském obsazení muzikálu Rent a detektiv Ed Green v seriálu Právo a pořádek.

## Divadlo
- Ring of Men  (Off-Broadway) - neznámé datum i role
- The Prince and the Pauper (Off-Broadway) - neznámé datum i role
- Arabian Nights (Off-Broadway) - Prince of Fools, Clarinetist, Boy (1994)
- The Butcher's Daughter (Cleveland Playhouse) - neznámá role (1993)
- Timon of Athens (Broadway Premiere) - "Alcibiades' Officer" (původní), "Second Masseur" (původní), Alcibiades (understudy) (1993).
- The Government Inspector (Broadwayský Revival) - Abdulin (původní), Panteleyeva (understudy) (1994)
- Rent (Off-Broadway) - Tom Collins (1996)
- Rent (Broadway) - Tom Collins (1996)
- Rent (West End) - Tom Collins (1998)
- Bright Lights, Big City (musical) (concept recording) - Tad
- The Threepenny Opera (Williasmtown, MA; Williamstown Theatre Festival Production) – Macheath (2003)
- Kupec benátský (Shakespeare in the Park) - Gratiano (léto 2010)
- Zimní pohádka (Shakespeare in the Park) - King Polixenes (léto 2010)
- Kupec benátský (Broadway) - Gratiano (2010); přesun z Shakespeare in the Park
- Romeo a Julie (Public Theater; 50. výročí Delacorte Theatre) - Gregory, Friar John, Watchman 2 (2012)

## Filmografie

### Film
| Rok  | Název                 | Role           | Poznámky |
| ---- | --------------------- | -------------- | --- |
| 1998 | Restaurant            | Quincy         | |
| 2002 | Burning House of Love | Andre Anderson | krátkometrážní film |
| 2003 | Season of Youth       | Roc Williams   | |
| 2005 | Bohémové              | Tom Collins    | nominace – Critics' Choice Movie Awards v kategorii nejlepší skladba (za „ Seasons of Love“) a nejlepší obsazení nominace – Online Film & Television Association Awards v kategorii nejlepší adaptovaná skladba (za „ Seasons of Love“) |
| 2007 | The Cake Eaters       | Judd           | |
| 2007 | The C.O.R.P.S         | Stack Collins  | krátkometrážní film |
| 2009 | Peter and Vandy       | Paul           | |
| 2009 | Buffalo Bushido       | Shawn          | |
| 2011 | Vpich                 | Daryl King     | |
| 2012 | Nahlas a naplno       | Marcus Hill    | |
| TBA  | Sexual Healing        | Marvin Gaye    | |

### Televize
| Rok         | Název                                     | Role                                    | Další poznámky |
| ----------- | ----------------------------------------- | --------------------------------------- | --- |
| 1995 & 1998 | New York Undercover                       | Mustafa/Kaylen                          | 2 díly |
| 1997        | 413 Hope St.                              | Antonio Collins                         | 10 dílů |
| 1998-1999   | Ally McBealová                            | Dr. Greg Butters                        | 12 dílů nominace – Image Awards v kategorii nejlepší mužský herecký výkon ve vedlejší roli – seriál (drama) (2000) |
| 1999        | Akta X                                    | Josh Exley                              | díl: „Z jiného světa“ |
| 1999        | Hluboko v mém srdci                       | Don Williams                            | TV film |
| 1999–2008   | Zákon a pořádek                           | Detektiv Edward "Ed" Green              | hlavní role, 198 dílů nominace – Image Awards v kategorii nejlepší mužský herecký výkon v hlavní roli – seriál (drama) (2000–01, 2004–2008) nominace – Cena Sdružení filmových a televizních herců v kategorii nejlepší obsazení – seriál (drama) (2000–2002, 2004) |
| 1999–2000   | Zákon a pořádek: Útvar pro zvláštní oběti | Detektiv Edward "Ed" Green              | 2 díly |
| 2001        | Zákon a pořádek: Zločinné úmysly          | Detektiv Edward "Ed" Green              | díl: „Jed“ |
| 2004        | Vánoční koleda                            | duch současných Vánoc / prodavač lístků | TV film |
| 2005        | Zákon a pořádek: Porota                   | Ed Green                                | díl: „Kostra“ |
| 2007        | Andy Barker, P.I.                         | Detektiv Edward "Ed" Green              | díl: „The Big No Sleep“ |
| 2008        | Muppets: Vánoční koleda                   | pracovník na poště                      | TV film |
| 2008        | American Masters                          | vypravěč                                | díl: „Marvin Gaye: What's Going On“ |
| 2009        | The Philanthropist                        | Philip Maidstone                        | 8 dílů |
| 2011        | Hallelujah                                | Jared O'Neal                            | TV film |
| 2013        | Smash                                     | Scott Nichols                           | vedlejší role (2. řada), 9 dílů |
| 2013        | Secret Lives of Husbands and Wives        | Greg Cooke                              | TV film |
| 2013        | Long Live TOY                             | Sám sebe                                | dokument |
| 2014–2023   | The Flash                                 | detektiv Joe West/Digsy Foss            | hlavní role |
| 2016        | Sofie První                               | Kai (hlas)                              | díl: „The Bamboo Kite“ |
| 2017        | Supergirl                                 | Joe West                                | díl: „Crisis on Earth-X, Part 1“ |
| 2019        | Rent: Live                                | Sám sebe                                | TV speciál |